# Acontiophoridae
Famille
Les Acontiophoridae sont une famille d'anémones de mer de l'ordre des Actiniaria.

## Liste des genres
Selon World Register of Marine Species (7 octobre 2015) :
- genre Acontiophorum — 3 espèces
- genre Mimetridium Hand, 1961 — 1 espèce
- genre Ramirezia — 1 espèce